# Еллен Акссон Вілсон
Еллен Луїза Акссон, у шлюбі Акссон Вілсон (15 травня 1860 — 6 серпня 1914) — перша леді США від інавгурації Вудро Вільсона в 1913 році до своєї смерті, художниця. У той період влаштувала весілля в Білому домі для двох їхніх дочок. Третя і остання перша леді, яка померла на посаді. Продовжувала займатися художньою діяльністю, роботи віддаючи на благодійність.

## Біографія
Народжена в Савані, штат Джорджія, дочка преподобного Семюеля Едварда Аксона, пресвітеріанського служителя, і його дружини Маргарет Джейн (до шлюбу Хойт) Аксон, виросла в Ромі, штат Джорджія. Еллен мала витончений смак та художні здібності з любов'ю до мистецтва, музики та літератури. В 11 років вона почала вивчати мистецтво в Ромському жіночому коледжі в Джорджії. Після закінчення коледжу в 1876 році малюнок Еллен «Шкільна сцена» був представлений на Паризькій міжнародній виставці, де вона за якість отримала бронзову медаль.
У квітні 1883 року зустріла Вудро Вільсона, коли той відвідував свого двоюрідного брата Джессі Вудро Вільсона в Ромі, штат Джорджія, у справі сімейного бізнесу. У той час вона керувала будинком свого овдового батька. Через 5 місяців вони заручилися, але відклали весілля, поки він працював в аспірантурі в Університеті Джона Гопкінса, і Еллен доглядала хворого батька. Батько Еллен вчинив самогубством, перебуваючи в лікарні через депресію, після чого вона поїхала на північ, щоб навчатися в Лізі студентів мистецтв у Нью-Йорку.
24 червня 1885 року 25-річна Еллен одружилася з 28-річним Вільсоном у будинку її бабусі й дідуся в Савані, штат Джорджія. Весілля відбулося спільно його батьком, преподобним Джозефом Р. Вілсоном, та її дідом, преподобним Ісааком Стоктоном Кітом Аксоном. Медовий місяць провели у Вейнсвіллі, гірському курорті на заході Північної Кароліни.
Того ж року коледж Брін Мор у Пенсільванії запропонував Вілсону посаду викладача з річною зарплатою 1500 доларів. Пара жила неподалік від кампусу з її молодшим братом. В шлюбі народила трьох дочок:
- Маргарет Вудро Вілсон (1886—1944) — співачка, підприємиця, індуїстська черниця (1940–44)
- Джессі Вудро Вілсон (1887—1933) — одружилася з Френсісом Б. Сейром у Білому домі в 1913 році. Вони оселилися в Кембриджі, штат Массачусетс, коли той вступив на факультет юридичного факультету Гарварду. Джессі була активна в Лізі виборчинь, YWCA, була секретаркою Демократичного комітету Массачусетса.
- Елеонора Рендольф Вілсон (1889—1967), пошлюбила міністра фінансів Вільяма Гіббса Макаду.

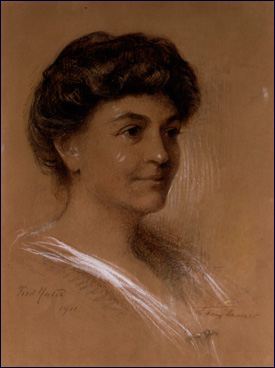
Еллен Аксон Вілсон, портрет роботи її друга Фредеріка Єйтса — 1906

Наполягаючи на тому, що її діти не повинні народжуватися як янкі, Еллен поїхала до родичів у Гейнсвілл, штат Джорджія, на народження Маргарет у 1886 році та Джессі в 1887 році. Але Елеонора народилася в Коннектикуті в 1889 році, коли Вілсон викладав у Весліанському університеті.
Кар'єра Вілсон в Прінстонському університеті почалася в 1890 році, принісши їй нові соціальні обов'язки. Вона відпочивала від цих вимог у своєму мистецтві. Будучи першою леді, вона писала ескізи та малювала в студії на третьому поверсі Білого дому. Значну частину своєї роботи вона віддала на благодійність. Влаштувала весілля в Білому домі двох своїх дочок.
Після того, як Вілсон був обраний президентом у 1912 році, Вільсони вважали за краще почати адміністрацію без інавгураційного балу. Розваги Першої леді були прості, але її незмінна сердечність зробила її вечірки успішними. На першому курсі вона переконала свого скрупульозного чоловіка, що було б цілком правильно запросити впливових законодавців на приватну вечерю.

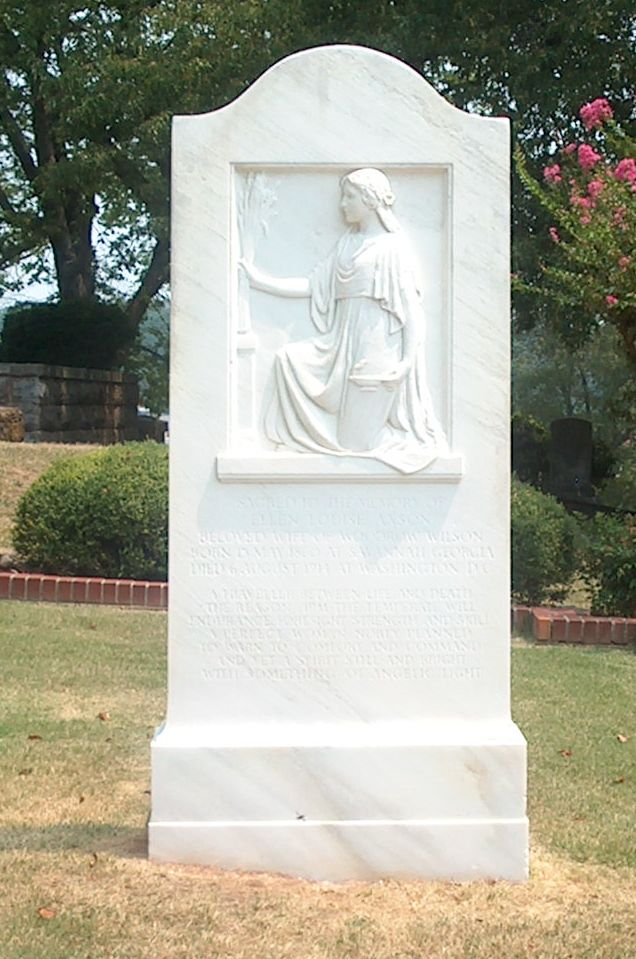
Могила Еллен Луїзи Вілсон на кладовищі Міртл-Хілл, Ром, Джорджія

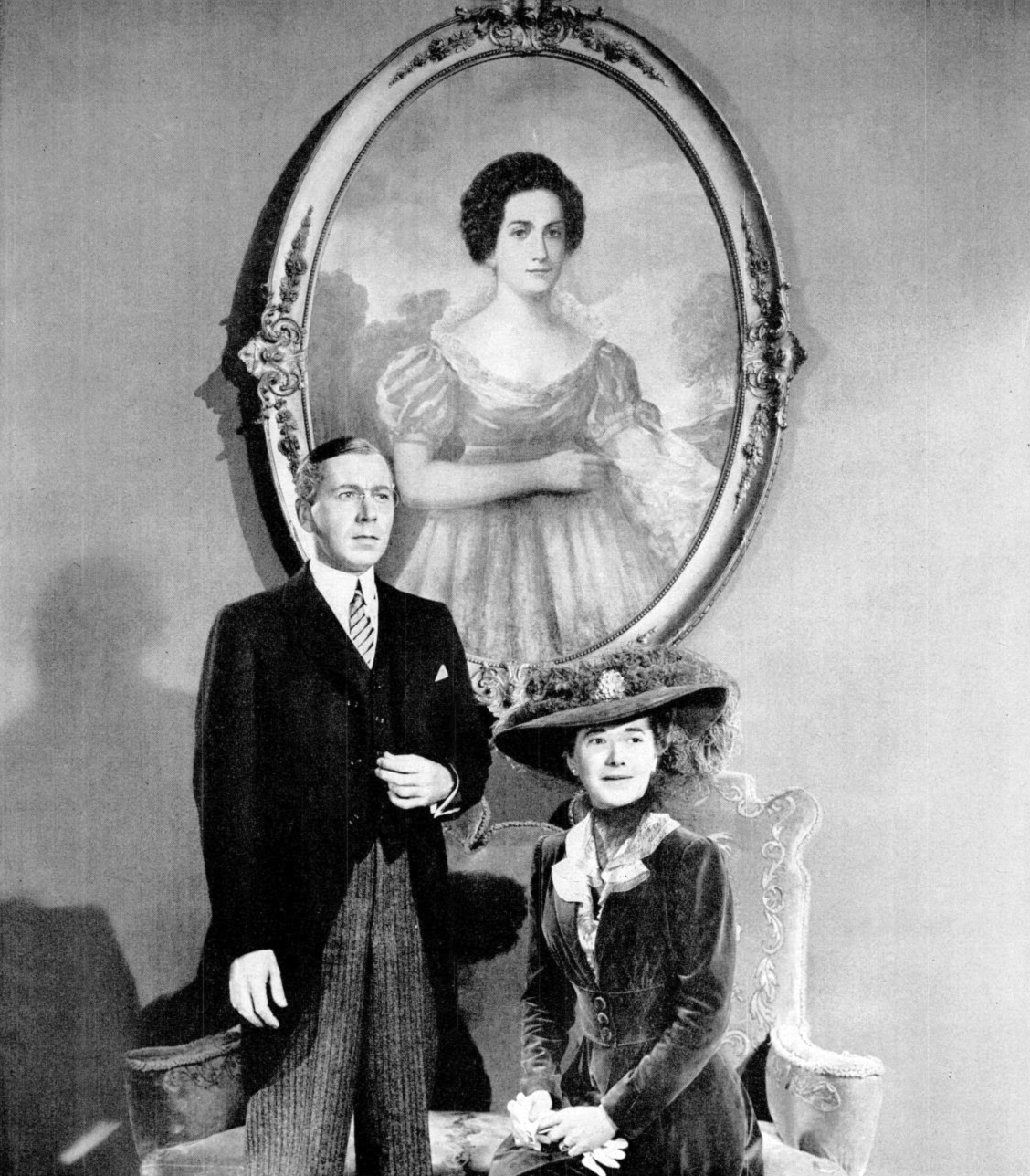
Рут Нельсон зіграла Еллен Аксон Вілсон у фільмі 1944 року «Вілсон».

Вілсон виросла у рабовласницькій родині. Як перша леді, вона присвятила багато зусиль справі покращення житла в переважно чорних нетрях національної столиці. Вона відвідала напівзруйновані райони і довела до них увагу дебютантів і конгресменів.
Померла в Білому домі від хвороби Брайта 6 серпня 1914 року. Похована в Ромі, штат Джорджія, серед родини на кладовищі Міртл-Гілл.

## Подальше читання
- Burns, Lisa M. «Ellen Axson Wilson: A rhetorical reassessment of a forgotten first lady.» in Inventing a Voice: The rhetoric of American first ladies of the Twentieth century (2004) pp: 79-102.
- Miller, Kristie, Ellen and Edith: Woodrow Wilson's First Ladies (Lawrence, KS: University Press of Kansas, 2010)
- Saunders, Frances Wright. Ellen Axson Wilson: First Lady Between Two Worlds. (University of North Carolina Press, 1985) 359 pp
- Weinstein, Edwin A. «CHAPTER XV. An Untimely Blow: The Death of Ellen Axson Wilson.» in Woodrow Wilson (Princeton University Press, 2014) pp. 245—264.
- Wilson, Woodrow, and Ellen Axson Wilson. The Priceless Gift: The Love Letters of Woodrow Wilson and Ellen Axson Wilson (McGraw-Hill, 1962).